# Рубель Олександр Андрійович
Олександр Андрійович Рубель (ест. Aleksandr Rubel нар. 25 грудня 1980 року) — естонський серійний вбивця. У стані сп'яніння бензином він убив 6 людей в Талліні і його околицях. Рубель був засуджений до максимального покарання, передбаченого на той момент естонським законом для неповнолітніх — 8 років позбавлення волі.

## Вбивства
Рубель був в стані сп'яніння бензином під час здійснення своїх злочинів.
19 вересня 1997 року Рубель вбив Тину Пилда 1952 року народження, сусіда-інваліда. За словами Рубеля, він з незрозумілих причин повинен був тоді вбити кого-небудь і вибрав Пилда, тому що він був інвалідом і не міг чинити опору.
7 листопада 1997 року другою жертвою Рубеля став Олексій Павлов (нар. 1963). Співучасником був батько Олександра Андрій Рубель. Згідно з його свідченнями, Андрій Рубель думав, що Павлов перебував в інтимному зв'язку c його дружиною. Павлова відправили в порожню кімнату в будинку, де він був задушений і викинутий з вікна третього поверху. Згодом Рубель-старший був засуджений до 7 років позбавлення волі.
Між 22 і 24 січня 1998 року Рубель зарізав ножем Євгена Шелеста (нар. 1947) на пляжі Строомі.
2 лютого 1998 року Рубель вбив і обезголовив сокирою випадкового перехожого Володимира Іванова (нар. 1954). Рубель вбив його, після того як попросив у Володимира сигарету і 5 крон на бензин.
9 лютого 1998 року Рубель вбив Ольгу Воронкову (нар. 1944).
За деякими даними, десь між 28 лютого та 1 березня 1998 року в своєму будинку був убитий Володимир Кинзерський (нар. 1944). Встановити причетність Рубеля до даного епізоду не вдалося, хоча в ході попереднього слідства Рубель зізнався в скоєнні семи вбивств.
4 червня 1998 року Рубель вбив 15-річну Алісу Сійвас (нар. 22 лютого 1983) в Пальяссааре, перерізавши їй горло.

## Суд
Прокурор Хінг Бранд зажадав визнати Олександра винним у скоєнні шести вбивств і призначити для нього покарання у вигляді 8 років позбавлення волі, оскільки Рубель був неповнолітнім під час серії вбивств.
На суді Рубель погрожував вбити прокурора і сказав, що хоче створити своє власне кладовище.
Таллінський суд засудив Олександра Рубеля до 8 років позбавлення волі. 8 червня 2006 року Рубеля звільнили з Тартуський в'язниці. У 2007 році змінив ім'я і прізвище і виїхав на територію України, де і проживає по теперішній час.